# Alessandro Murgia
Alessandro Murgia (Rome, 9 augustus 1996) is een Italiaans voetballer die doorgaans als centrale middenvelder speelt. Hij verruilde SS Lazio in juli 2019 voor SPAL, dat hem in het voorgaande halfjaar al huurde.

## Clubcarrière
Murgia werd geboren in Rome en speelde in de jeugdacademie van SS Lazio. Op 17 september 2016 debuteerde hij in de Serie A tegen Pescara. Hij viel na 81 minuten in voor Sergej Milinković-Savić. Zijn eerste doelpunt volgde op 23 oktober 2016 tegen Torino. Murgia bracht Lazio na 84 minuten op voorsprong. Die voorsprong werd in de extra tijd ongedaan gemaakt door Adem Ljajić. Drie dagen later viel Murgia opnieuw in, tegen Cagliari.

## Clubstatistieken
| Seizoen     | Club        | Competitie  | Competitie | Competitie | Beker | Beker | Internationaal | Internationaal | Totaal | Totaal |
| Seizoen     | Club        | Competitie  | Wed.       | Dlp.       | Wed.  | Dlp.  | Wed.           | Dlp.           | Wed.   | Dlp.   |
| ----------- | ----------- | ----------- | ---------- | ---------- | ----- | ----- | -------------- | -------------- | ------ | ------ |
| 2016/17     | SS Lazio    | Serie A     | 14         | 2          | 4     | 0     | —              | —              | 18     | 2      |
| 2017/18     | SS Lazio    | Serie A     | 16         | 0          | 1     | 0     | 9              | 1              | 26     | 1      |
| 2018/19     | SS Lazio    | Serie A     | 1          | 0          | 0     | 0     | 3              | 0              | 4      | 0      |
| 2018/19     | → SPAL      | Serie A     | 15         | 0          | 0     | 0     | —              | —              | 15     | 0      |
| 2019/20     | SPAL        | Serie A     | 14         | 0          | 3     | 1     | —              | —              | 17     | 1      |
| Club totaal | Club totaal | Club totaal | 60         | 2          | 8     | 1     | 12             | 1              | 80     | 4      |

Bijgewerkt t/m 28 januari 2020

## Interlandcarrière
Murgia speelde zes interlands voor Italië –18 en vier interlands voor Italië –19.

## Erelijst
| Supercoppa | 1x | 2017 |